# Унцмаркт-Фрауенбург
Унцмаркт-Фрауенбург (нім. Unzmarkt-Frauenburg) — ярмаркова комуна  (нім. Marktgemeinde)  в Австрії, у федеральній землі Штирія.
Входить до складу округу Мурталь. Населення становить 1358 осіб (станом на 31 грудня 2013 року). Займає площу 36 км². Відстань до центра району — 15 км. Межує з муніципалітетами Санкт-Георген-об-Юденбург та Шайфлінг. На пагорбі проуч збережені рештки замку Фрауенбург, перша згадка про який датована 1248.
З 1968 року Унцмаркт-Фрауенбург складається з двох частин, це Унцмаркт (населення 696) та Фрауенбург (населення 682).